# Hancock's Half Hour
Hancock's Half Hour var en komediserie från BBC som gick på brittisk teve och radio 1954–1961. Den skrevs av Ray Galton och Alan Simpson, men seriens stjärna var Tony Hancock. För en svensk publik är serien i stort sett okänd, men den låg som grund för den skandinaviska komediserien Fleksnes fataliteter.